# Битва при Гарні (1225)
Битва при Гарні або Гарніська битва (გარნისის ბრძოლა} — битва між союзним грузинсько-вірменським військом та армією хорезмшаха Джелал ад-Діна, що відбулась 1225 року.
Останній шах Хорезма, вигнаний зі своїх земель монголами, бажав повернути свої території та шукав союзників. Грузинське царство відмовило йому, і він вирішив заволодіти територією царства силою. Цариця Русудан призначила головнокомандувачем Іоанна Мхаргрдзелі (Атабек). У тій битві Грузія зазнала нищівної поразки, що згодом призвело до взяття Тбілісі хорезмійцями та жорстокої розправи Джелал ад-Діна з населенням.
Поразка при Гарні вкрай негативно вплинула на стан Грузинського царства. Здобувши перемогу над грузинсько-вірменською армією, війська Джелал ад-Діна невдовзі взяли Двін і почали просуватись до столиці царства, Тбілісі. В паніці цариця Русудан залишила в місті гарнізон під командуванням Мемни й Боцо, а сама разом з родиною та двором переїхала до Кутаїсі.
Після зради тбіліських мусульман Джелал ад-Дін узяв місто і жорстоко розправився не лише з християнським, але пізніше із мусульманським населенням. Столиця була спалена та зруйнована. Після походу хорезмійців країна виявилась майже знесиленою, щоб протистояти монгольським військам, що призвело до завоювання царства монголами 1235 року.